# Stefan Czyżewski (operator filmowy)
Stefan Antoni Czyżewski (ur. 6 grudnia 1953 w Głownie, zm. 18 stycznia 2023) – polski operator filmowy, profesor sztuki filmowej, wykładowca Państwowej Wyższej Szkoły Filmowej, Telewizyjnej i Teatralnej w Łodzi, Uniwersytetu Łódzkiego oraz Uniwersytetu Śląskiego w Katowicach.

## Edukacja
Ukończył filmoznawstwo na Wydziale Filologicznym Uniwersytetu Łódzkiego (1977) oraz Wydział Operatorski i Realizacji Telewizyjnej Państwowej Wyższej Szkoły Filmowej, Telewizyjnej i Teatralnej w Łodzi (1979).

## Dorobek filmowy
Jego dorobek filmowy obejmuje ponad sto produkcji, przy których pracował głównie jako autor zdjęć i operator kamery. Jako operator pracował zarówno przy filmach pełnometrażowych, jak również przy krótkich formach filmowych oraz gatunkach telewizyjnych. Większość jego dorobku stanowią krótkometrażowe filmy dokumentalne i oświatowe. Do najważniejszych należą:
- W drodze (1982)
- Papkin. Sztuka aktorska (1982)
- Kino-fotogramy (1984)
- Drogi (1984)
- Tańcz (1988)
- Leśmian (1990)
- Przypadek Pekosińskiego (1993)
- Dwa księżyce (1993)
- Marianna zwleka z małżeństwem (spektakl telewizyjny) (1994)
- Miasto zwane kiedyś Vinetą (1998)
- Ślady (2012)

## Kariera akademicka
W latach 1988–2022 był wykładowcą w Instytucie Kultury Współczesnej Uniwersytetu Łódzkiego. Wykładał również na Wydziale Operatorskim Państwowej Wyższej Szkoły Filmowej, Telewizyjnej i Teatralnej w Łodzi (1992–2014), a w latach 2008–2012 sprawował funkcję prorektora tej szkoły. W latach 1996–2008 wykładał także na Wydziale Radia i Telewizji Uniwersytetu Śląskiego w Katowicach (1996–2008). W 2001 r. uzyskał tytuł naukowy profesora sztuki filmowej. Jako pedagog sprawował opiekę nad kilkudziesięcioma etiudami szkolnymi.

## Publikacje
Był autorem książek i rozpraw naukowych poświęconych stylowi filmowemu, sztuce operatorskiej i percepcji wizualnej. Do najważniejszych należą:
- Kamera, światło, montaż (2001, współautor: Piotr Sitarski)
- Film dokumentalny: kreacja rzeczywistości ekranowej [W:] „Prace Naukowe Wyższej Szkoły Pedagogicznej w Częstochowie. Edukacja Plastyczna”, z. 2 (2003), s. 57–64
- Miejsce miejsca fotografii [W:] „Prace Naukowe Akademii im. Jana Długosza w Częstochowie. Edukacja Plastyczna.” [z.] 3 (2005), s. 9–13
- Dewaluacja fotografii w epoce cyfrowej [W:] „Prace Naukowe Akademii im. Jana Długosza w Częstochowie. Edukacja Plastyczna”, Z. 9 (2014), s. 9–45
- Powiększanie w „Powiększeniu”: doświadczanie granicy poznania poprzez jego obraz [W:] „Prace Naukowe Akademii im. Jana Długosza w Częstochowie. Edukacja Plastyczna”, Z. 11 (2016), s. 9–56
- Spektakularność fotografii, „Dyskurs”, nr 23 (2017), s. 126–156
- Obraz, obiekt, narracja. Doświadczenie wizualne Zofii Rydet (2021, współautor: Mariusz Gołąb).

## Wyróżnienia
Honorowy obywatel Głowna.